# Смоквиця (Копер)
Смоквиця (словен. Smokvica) — поселення в общині Копер, Регіон Обално-крашка, Словенія. Висота над рівнем моря: 279,4 м.